# Elecciones a la Asamblea Constituyente de Ecuador de 1966
Las elecciones para diputados constituyentes de 1966 determinaron quienes conformarían la Asamblea Constituyente de Ecuador de 1966 y 1967, la cual tenía como objetivo la redacción de un nuevo texto constitucional para el país en reemplazo de la Constitución de Ecuador de 1946. El total de curules era de 82, 70 electos por provincia y 12 funcionales.
La conformación de una asamblea constituyente fue convocada por el presidente interino Clemente Yerovi para retornar el país al régimen constitucional luego de 3 años de dictadura militar y civil.

## Resultados de las elecciones
| Partido                              | Votos   | %    | Escaños |
| ------------------------------------ | ------- | ---- | ------- |
| Partido Conservador Ecuatoriano      | 197 279 | 34,2 |         |
| Partido Liberal Radical Ecuatoriano  | 118 188 | 20,5 |         |
| Movimiento Social Cristiano          | 113 205 | 19,6 |         |
| Movimiento Republicano Independiente | 72 344  | 12,6 |         |
| Movimiento Nacional Arosemenista     | 26 870  | 4,7  |         |
| Otros                                | 48 227  | 8,4  |         |
| Votos inválidos/blancos              | 57 171  | –    | –       |
| Total                                | 633 284 | 100  |         |
| Fuente: Nohlen 2005, p. 379.         |         |      |         |

## Escaños
- 82 diputados constituyentes, 70 provinciales y 12 funcionales

| Provincia  | escaños | Provincia        | escaños | Provincia       | escaños |
| ---------- | ------- | ---------------- | ------- | --------------- | ------- |
| Azuay      | 4       | Bolívar          | 2       | Cañar           | 2       |
| Carchi     | 2       | Chimborazo       | 4       | Cotopaxi        | 3       |
| El Oro     | 2       | Esmeraldas       | 2       | Galápagos       | 1       |
| Guayas     | 15      | Imbabura         | 2       | Loja            | 4       |
| Los Ríos   | 3       | Manabí           | 8       | Morona Santiago | 1       |
| Napo       | 1       | Pastaza          | 1       | Pichincha       | 8       |
| Tungurahua | 3       | Zamora Chinchipe | 1       |                 |         |

## Nómina de Diputados

### Provinciales

#### Azuay
| Partido                             | Diputado             | Diputado               |
| ----------------------------------- | -------------------- | ---------------------- |
| Partido Conservador Ecuatoriano     |                      | Gonzalo Cordero Crespo |
| Partido Conservador Ecuatoriano     | Julio Corral Borrero |                        |
| Partido Conservador Ecuatoriano     | Carlos Arízaga Vega  |                        |
| Partido Liberal Radical Ecuatoriano |                      | Luis Peña Delgado      |

#### Bolívar
| Partido                             | Diputado | Diputado                  |
| ----------------------------------- | -------- | ------------------------- |
| Partido Conservador Ecuatoriano     |          | Ramón Torres Pazmiño      |
| Partido Liberal Radical Ecuatoriano |          | Washington Durango Flores |

#### Cañar
| Partido                         | Diputado                  | Diputado                |
| ------------------------------- | ------------------------- | ----------------------- |
| Partido Conservador Ecuatoriano |                           | Homero Castanier Crespo |
| Partido Conservador Ecuatoriano | Aurelio Santacruz Clavijo |                         |

#### Carchi
| Partido                         | Diputado | Diputado               |
| ------------------------------- | -------- | ---------------------- |
| Partido Conservador Ecuatoriano |          | Rodrigo Suárez Morales |
| Partido Socialista Ecuatoriano  |          | Ernesto Ruiz Arturo    |

#### Cotopaxi
| Partido                             | Diputado              | Diputado                   |
| ----------------------------------- | --------------------- | -------------------------- |
| Partido Conservador Ecuatoriano     |                       | Manuel Maldonado Correa    |
| Partido Conservador Ecuatoriano     | Galo Atiaga Bustillos |                            |
| Partido Liberal Radical Ecuatoriano |                       | Washington Baca Bartelotti |

#### Chimborazo
| Partido                              | Diputado                | Diputado                  |
| ------------------------------------ | ----------------------- | ------------------------- |
| Partido Conservador Ecuatoriano      |                         | Pablo Dávalos Dillon      |
| Partido Conservador Ecuatoriano      | Ezequiel Bermeo Vallejo |                           |
| Partido Liberal Radical Ecuatoriano  |                         | Washington Bonilla Abarca |
| Movimiento Republicano Independiente |                         | Héctor Oquendo Suárez     |

#### El Oro
| Partido                                 | Diputado | Diputado                 |
| --------------------------------------- | -------- | ------------------------ |
| Coalición Institucionalista Democrática |          | Oswaldo González Cabrera |
| Movimiento Republicano Independiente    |          | Marcel Laniado de Wind   |

#### Esmeraldas
| Partido                             | Diputado | Diputado              |
| ----------------------------------- | -------- | --------------------- |
| Partido Liberal Radical Ecuatoriano |          | Julio Plaza Ledesma   |
| Partido Socialista Ecuatoriano      |          | Julio Estupiñan Tello |

#### Galápagos(Archipiélago de Colón)
| Partido                              | Diputado | Diputado               |
| ------------------------------------ | -------- | ---------------------- |
| Movimiento Republicano Independiente |          | Alfredo Isaías Barquet |

#### Guayas
| Partido                                 | Diputado                  | Diputado                 | Diputado                      |
| --------------------------------------- | ------------------------- | ------------------------ | ----------------------------- |
| Concentración de Fuerzas Populares      |                           | Assad Bucaram Elmhalin   | Assad Bucaram Elmhalin        |
| Concentración de Fuerzas Populares      | Zorobabel Coral Navas     |                          |                               |
| Concentración de Fuerzas Populares      | Martín Manosalvas Baca    |                          |                               |
| Concentración de Fuerzas Populares      | Jorge Fierro Moncayo      |                          |                               |
| Concentración de Fuerzas Populares      | Milton Gil Ramírez        |                          |                               |
| Concentración de Fuerzas Populares      | Luis Yagual Borbór        |                          |                               |
| Federación Nacional Velasquista         |                           | Vicente Levi Castillo    | Vicente Levi Castillo         |
| Federación Nacional Velasquista         | Vicente Medina Fabre      |                          |                               |
| Partido Liberal Radical Ecuatoriano     |                           | Abdón Calderón Muñoz     | Abdón Calderón Muñoz          |
| Partido Liberal Radical Ecuatoriano     | Voltaire Paladines Polo   |                          |                               |
| Movimiento Nacional Arosemenista        |                           |                          | Carlos Julio Arosemena Monroy |
| Movimiento Nacional Arosemenista        | Alejandro Aguilar Ruilova |                          |                               |
| Coalición Institucionalista Democrática |                           | Otto Arosemena Gómez     | Otto Arosemena Gómez          |
| Partido Conservador Ecuatoriano         |                           | José Baquerizo Maldonado | José Baquerizo Maldonado      |

#### Imbabura
| Partido                         | Diputado             | Diputado               |
| ------------------------------- | -------------------- | ---------------------- |
| Partido Conservador Ecuatoriano |                      | Germán Grijalva Tamayo |
| Partido Conservador Ecuatoriano | Jorge Proaño Almeida |                        |

#### Loja
| Partido                             | Diputado                  | Diputado                   |
| ----------------------------------- | ------------------------- | -------------------------- |
| Partido Conservador Ecuatoriano     |                           | Juan Agustín Quinde Burneo |
| Partido Conservador Ecuatoriano     | Pío Oswaldo Cueva Puertas |                            |
| Partido Liberal Radical Ecuatoriano |                           | Arsenio Vivanco Neira      |
| Movimiento Popular                  |                           | José Castillo Luzuriaga    |

#### Los Ríos
| Partido                         | Diputado | Diputado                |
| ------------------------------- | -------- | ----------------------- |
| Movimiento Social Cristiano     |          | Enrique Ponce Luque     |
| Partido Socialista Ecuatoriano  |          | Joaquín Cabrera Medrano |
| Partido Conservador Ecuatoriano |          | Antonio Pozo Tobar      |

#### Manabí
| Partido                             | Diputado                       | Diputado                      |
| ----------------------------------- | ------------------------------ | ----------------------------- |
| Partido Conservador Ecuatoriano     |                                | Otto Schwartz Klaeschen       |
| Partido Conservador Ecuatoriano     | Marcos Quinto Andrade Zambrano |                               |
| Partido Conservador Ecuatoriano     | René de la Torre Alcívar       |                               |
| Frente Democrático Manabita         |                                | Homero Andrade Alcívar (PSE)  |
| Frente Democrático Manabita         | Pablo Coello Gutiérrez (Ind.)  |                               |
| Frente Democrático Manabita         | Pedro Balda Cucalón (PSE)      |                               |
| Partido Liberal Radical Ecuatoriano |                                | Ignacio Hidalgo Villavicencio |
| Partido Liberal Radical Ecuatoriano | Hugo Vera Rodríguez            |                               |

#### Morona Santiago
| Partido                     | Diputado | Diputado            |
| --------------------------- | -------- | ------------------- |
| Partido Demócrata Cristiano |          | Moisés Guzmán Bravo |

#### Napo
| Partido                             | Diputado | Diputado            |
| ----------------------------------- | -------- | ------------------- |
| Partido Liberal Radical Ecuatoriano |          | Rubén Cevallos Vega |

#### Pastaza
| Partido                             | Diputado | Diputado                 |
| ----------------------------------- | -------- | ------------------------ |
| Partido Liberal Radical Ecuatoriano |          | Francisco Salvador Moral |

#### Pichincha
| Partido                                        | Diputado                  | Diputado                     | Diputado                 |
| ---------------------------------------------- | ------------------------- | ---------------------------- | ------------------------ |
| Partido Liberal Radical Ecuatoriano            |                           |                              | Andrés F. Córdova Nieto  |
| Partido Liberal Radical Ecuatoriano            | Lautaro Villacrés Miranda |                              |                          |
| Partido Conservador Ecuatoriano                |                           | Aurelio Dávila Cajas         | Aurelio Dávila Cajas     |
| Partido Conservador Ecuatoriano                |                           | Julio César Trujillo Vásquez |                          |
| Movimiento Social Cristiano                    |                           | Manuel de Guzmán Polanco     | Manuel de Guzmán Polanco |
| Acción Revolucionaria Nacionalista Ecuatoriana |                           | Jorge Crespo Toral           | Jorge Crespo Toral       |
| Operación Pueblo                               |                           | Luis Arias Guerra            | Luis Arias Guerra        |
| Frente de Centro Izquierda                     |                           | Wilson Córdova Moscoso       | Wilson Córdova Moscoso   |

#### Tungurahua
| Partido                              | Diputado | Diputado                 |
| ------------------------------------ | -------- | ------------------------ |
| Partido Conservador Ecuatoriano      |          | Galo Pico Mantilla       |
| Partido Liberal Radical Ecuatoriano  |          | Adolfo Callejas Vásconez |
| Movimiento Republicano Independiente |          | Jorge Gortaire Viteri    |

#### Zamora Chinchipe
| Partido                             | Diputado | Diputado                     |
| ----------------------------------- | -------- | ---------------------------- |
| Partido Liberal Radical Ecuatoriano |          | Carlos Bustamante Valdivieso |

Fuente:

### Nómina de Diputados Funcionales
| Función                           | Diputado | Diputado                            | Diputado                            | Partido                         |
| --------------------------------- | -------- | ----------------------------------- | ----------------------------------- | ------------------------------- |
| Comercio de la Sierra             |          | Ramiro Cabeza de Vaca Andrade-Marín | Ramiro Cabeza de Vaca Andrade-Marín | Independiente                   |
| Comercio de la Costa              |          | Luis Orrantia González              | Luis Orrantia González              | Independiente                   |
| Industria de la Sierra            |          | Gonzalo Correa Escobar              | Gonzalo Correa Escobar              | Partido Conservador Ecuatoriano |
| Industria de la Costa             |          |                                     | León Febres-Cordero Ribadeneyra     | Independiente                   |
| Agricultura de la Sierra          |          | Patricio Crespo Pareja              | Patricio Crespo Pareja              | Partido Conservador Ecuatoriano |
| Agricultura de la Costa           |          | Jaime Nebot Velasco                 | Jaime Nebot Velasco                 | Federación Nacional Velasquista |
| Trabajadores de la Sierra         |          | Isabel Robalino Bolle               | Isabel Robalino Bolle               | Partido Conservador Ecuatoriano |
| Trabajadores de la Costa          |          | Victor Hugo Ramirez Murillo         | Victor Hugo Ramirez Murillo         | Independiente                   |
| Educación Pública                 |          |                                     | Carlos Cueva Tamariz                | Partido Socialista Ecuatoriano  |
| Educación Particular              |          | Francisco Salazar Alvarado          | Francisco Salazar Alvarado          | Partido Conservador Ecuatoriano |
| Periodismo y Entidades Culturales |          | Carlos Mantilla Ortega              | Carlos Mantilla Ortega              | Independiente                   |
| Fuerzas Armadas                   |          | Gustavo Banderas Román              | Gustavo Banderas Román              | Militar                         |

Fuente:

## Legisladores que dejaron sus curules
| Diputado                | Partido                                 | Motivo                                 | Reemplazo              |
| ----------------------- | --------------------------------------- | -------------------------------------- | ---------------------- |
| Vicente Levi Castillo   | Federación Nacional Velasquista         | Renuncia                               | Miguel Villacís Medina |
| José Castillo Luzuriaga | Movimiento Popular                      | Renuncia                               | Jorge Reyes Azanza     |
| Homero Andrade Alcívar  | Frente Democrático Manabita             | Designado como Ministro de Agricultura | Aníbal González Álava  |
| Galo Pico Mantilla      | Partido Conservador Ecuatoriano         | Designado como Ministro de Industrias  | Iván Restrepo Eusse    |
| Otto Arosemena Gómez    | Coalición Institucionalista Democrática | Electo como Presidente de la República | Jorge Dáger Mendoza    |

Fuente: